# Blamadéri
Blamédéri (ou Blamadéri, Boulamadéri, Boulamédéri) est une localité du Cameroun située dans le canton de Magdémé, dans la commune de Mora, dans le département du Mayo-Sava et la région de l'Extrême-Nord.  

## Géographie
Blamédéri se situe à l'extrême nord du département, à 20km à l'Est de Mora, à proximité de la frontière avec le Nigeria et à proximité du Parc national de Waza.

## Population
En 1967, on comptait 158 personnes dans la localité.
Lors du recensement de 2005, 553 personnes y ont été dénombrées, dont 275 hommes et 278 femmes.

### Ethnies
On trouve à Blamédéri des populations Bornouan.